# Trampa de Kjeldahl
La trampa de Kjeldahl és una trampa de seguretat emprada als laboratoris, consistent en una peça en forma de bola buida, amb un tub d'entrada i un de sortida que penetren dins la bola en forma colzada i amb obertures oposades. És col·locada en la boca d'un matràs d'un muntatge, que sovint és sotmès al buit, per a prevenir eventuals projeccions d'escuma des del matràs cap a l'interior del muntatge. Fou dissenyada pel químic danès Johan Kjeldahl.